# Elite Ice Hockey League
Elite Ice Hockey League (också känd som Rapid Solicitors Elite Ice Hockey League efter sponsoravtal) är en professionell ishockeyliga i Storbritannien. Ligan, som är den brittiska ishockeyns högsta nivå, bildades 2003 då Ice Hockey Superleague upphörde.
Ligan består av tio lag med representation från alla fyra riksdelar som ingår i Storbritannien och är den enda ligan gör det i någon sport. Under sju genomförda säsonger har ligan vunnits av tre olika lag. Från och med säsongen 2012/2013 är ligan indelad i två grupper (en: conferences): den norra Gardiner Conference (namngiven efter den Skottlandfödde NHL-målvakten Charlie Gardiner) och den södra Erhardt Conference (namngiven efter Carl Erhardt som vann guldmedalj i Olympiska vinterspelen 1936). Lagen möter varje lag i sin grupp fyra gånger hemma och fyra gånger borta samt varje lag i den andra gruppen två gånger hemma och två gånger borta. De fyra högst placerade lagen från varje grupp går vidare till slutspelet.

## Klubbar

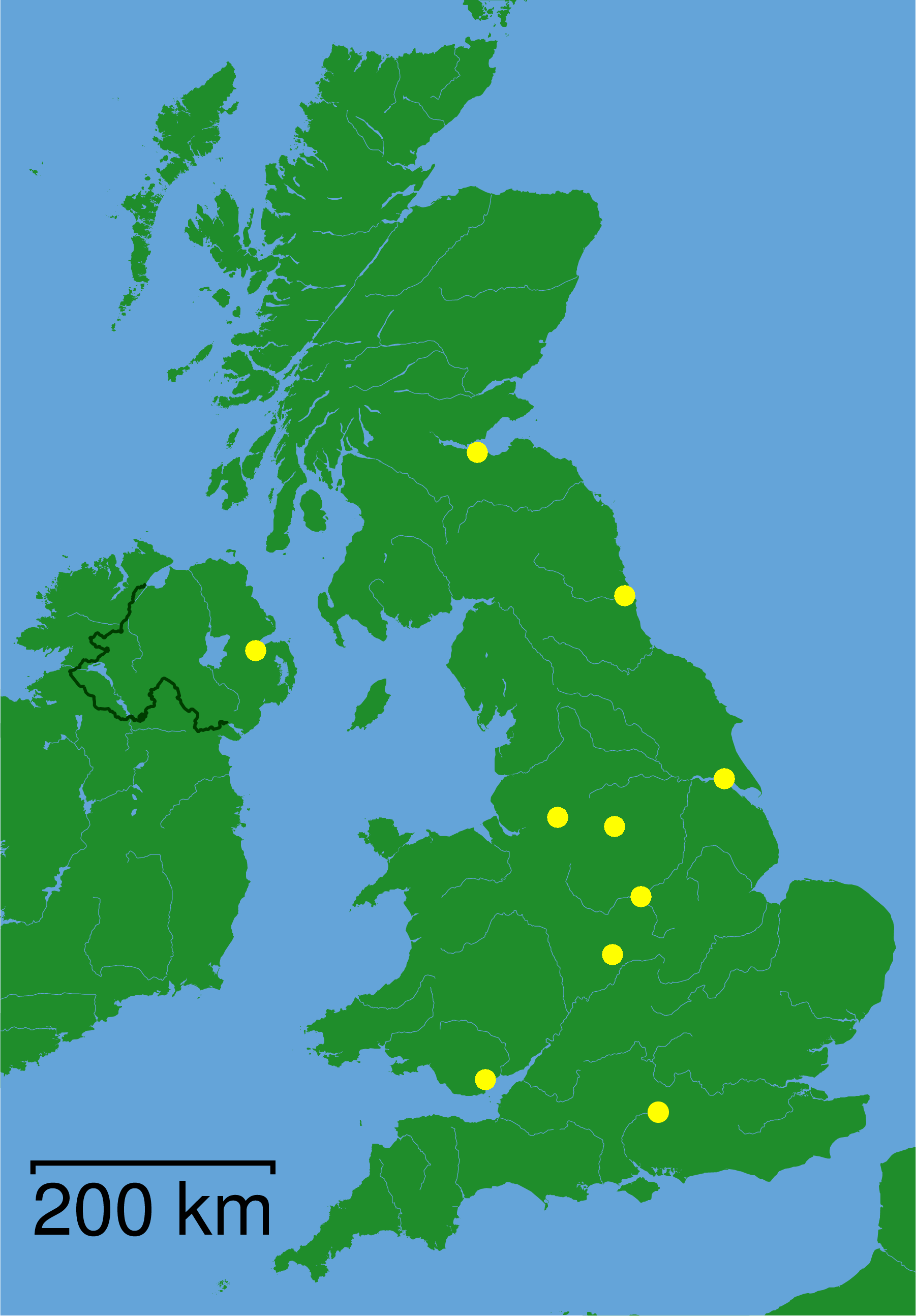
Lagen från säsongen 2007/2008.

| Gardiner Conference | Gardiner Conference | Gardiner Conference | Gardiner Conference  | Gardiner Conference |
| Klubb               | Grundad             | Stad                | Arena                | Kapacitet           |
| ------------------- | ------------------- | ------------------- | -------------------- | ------------------- |
| GlasgowClan         | 2010                | Glasgow             | Braehead Arena       | 4 000               |
| Dundee Stars        | 2001                | Dundee              | Dundee Ice Arena     | 2 300               |
| Edinburgh Capitals  | 1998                | Edinburgh           | Murrayfield Ice Rink | 3 800               |
| Fife Flyers         | 1938                | Kirkcaldy           | Fife Ice Arena       | 3 280               |
| Hull Stingrays      | 2003                | Kingston upon Hull  | Hull Ice Arena       | 2 000               |
| Erhardt Conference  |                     |                     |                      |                     |
| Klubb               | Grundad             | Stad                | Arena                | Kapacitet           |
| Belfast Giants      | 2000                | Belfast             | Odyssey Arena        | 7 100               |
| Cardiff Devils      | 1986                | Cardiff             | Cardiff Bay Ice Rink | 2 500               |
| Coventry Blaze      | 2000                | Coventry            | SkyDome Arena        | 2 800               |
| Nottingham Panthers | 1946                | Nottingham          | National Ice Centre  | 6 500               |
| Sheffield Steelers  | 1991                | Sheffield           | Sheffield Arena      | 8 500               |

## Segrare
| Säsong    | Ligamästare        | Ligatvåa            | Slutspelvinnare     | Slutspelstvåa       | Challenge Cup-vinnare | Challenge Cup-tvåa | British Knockout Cup-vinnare | British Knockout Cup-tvåa |
| --------- | ------------------ | ------------------- | ------------------- | ------------------- | --------------------- | ------------------ | ---------------------------- | ------------------------- |
| 2003/2004 | Sheffield Steelers | Nottingham Panthers | Sheffield Steelers  | Nottingham Panthers | Nottingham Panthers   | Sheffield Steelers | -                            | -                         |
| 2004/2005 | Coventry Blaze     | Belfast Giants      | Coventry Blaze      | Nottingham Panthers | Coventry Blaze        | Cardiff Devils     | -                            | -                         |
| 2005/2006 | Belfast Giants     | Newcastle Vipers    | Newcastle Vipers    | Sheffield Steelers  | Cardiff Devils        | Coventry Blaze     | Sheffield Steelers           | Coventry Blaze            |
| 2006/2007 | Coventry Blaze     | Belfast Giants      | Nottingham Panthers | Cardiff Devils      | Coventry Blaze        | Sheffield Steelers | Cardiff Devils               | Coventry Blaze            |
| 2007/2008 | Coventry Blaze     | Sheffield Steelers  | Sheffield Steelers  | Coventry Blaze      | Nottingham Panthers   | Sheffield Steelers | Coventry Blaze               | Basingstoke Bison         |
| 2008/2009 | Sheffield Steelers | Coventry Blaze      | Sheffield Steelers  | Nottingham Panthers | Belfast Giants        | Manchester Phoenix | Belfast Giants               | Manchester Phoenix        |
| 2009/2010 | Coventry Blaze     | Belfast Giants      | Belfast Giants      | Cardiff Devils      | Nottingham Panthers   | Cardiff Devils     | —                            | —                         |
| 2010/2011 | Sheffield Steelers | Cardiff Devils      | Nottingham Panthers | Cardiff Devils      | Nottingham Panthers   | Belfast Giants     | Braehead Clan                | Nottingham Panthers       |
| 2011/2012 | Belfast Giants     | Sheffield Steelers  | Nottingham Panthers | Cardiff Devils      | Nottingham Panthers   | Belfast Giants     | —                            | —                         |